# Knjiga Džova
Knjiga Džova (tradicionalno kitajsko 周書, pinjin Džōu Šū) je bila uradna zgodovina kitajske dinastije Severni Džov in del uradne zbirke Štiriindvajset zgodovin cesarske Kitajske. Besedilo je uredil Linghu Defen, zgodovinar v službi dinastije Tang. Pisanje je bilo zaključeno leta 636. Kniga Džova je vsebovala 50 zvezkov, od katerih so nekateri izgubljeni in bili naknadno zamenjani z besedili iz drugih virov. 
Knjigo je kritiziral Lju Džidži, zgodovinar in politik dinastije Tang, zaradi poskusa poveličevanja prednikov elite dinastije Tang tistega časa.

## Zgodovina pisanja
Pisanje je začel Liu Čiu (柳虯, 502–555), poddirektor dvorne knjižnice v Zahodnem Veju. Liu Čiu je bil leta 550 zadolžen za pisanje cesarskega dnevnika. Nasledil ga je Nju Hong (牛弘, 545-610), ki je prav tako delal na cesarskem dnevniku in kasneje postal direktor dvorne knjižnice. Nju Hong je sestavil nepopolno zgodovino Zahodnega Veja in Severnega Džova. Leta 629 je cesar Tanga  Tajdzong imenoval skupino učenjakov, ki jo je vodil Linghu Defen, da bi sestavila Knjigo Džova. Druga člana ekipe sta bila Cen Veben in Cui Renši.

## Vsebina

### Letopisi (帝紀)
| #        | Naslov         | Prevod                       | Kmentar |
| -------- | -------------- | ---------------------------- | ------- |
| Zvezek 1 | 帝紀第1 文帝上 | Juven Taj/cesar Ven          |         |
| Zvezek 2 | 帝紀第2 文帝下 | Cesar Ven                    |         |
| Zvezek 3 | 帝紀第3 孝閔帝 | Cesar Šjaomin Severnega Veja |         |
| Zvezek 4 | 帝紀第4 明帝   | Cesar Ming Severnega Džova   |         |
| Zvezek 5 | 帝紀第5 武帝上 | Cesar Vu Severnega Džova     |         |
| Zvezek 6 | 帝紀第6 武帝下 | Cesar Vu                     |         |
| Zvezek 7 | 帝紀第7 宣帝   | Cesar Šuan Severnega Džova   |         |
| Zvezek 8 | 帝紀第8 靜帝   | Cesar Džing Severnega Džova  |         |

### Biografije (列傳)
| #         | Naslov                                                                            | Prevod | Komentar |
| --------- | --------------------------------------------------------------------------------- | --- | -------- |
| Zvezek 9  | 列傳第1 皇后                                                                      | Cesarice |          |
| Zvezek 10 | 列傳第2 邵惠公顥 杞簡公連 莒荘公洛生 虞國公仲                                     | Juven Hao |          |
| Zvezek 11 | 列傳第3 晉蕩公護                                                                  | Juven Hu |          |
| Zvezek 12 | 列傳第4 齊煬王憲                                                                  | Juven Šijan |          |
| Zvezek 13 | 列傳第5 文閔明武宣諸子                                                            | Princi Vena, princi Šjaomina, princi Minga, princi Vuja, princi Šuana                                                              |          |
| Zvezek 14 | 列傳第6 賀拔勝 賀拔允 賀拔岳 侯莫陳悅 念賢                                        | Heba Šeng, Heba Jue, Houmočen Jue                                                                                                  |          |
| Zvezek 15 | 列傳第7 寇洛 李弼 李輝 李耀 于謹                                                  | Li Bi, Ju Džin |          |
| Zvezek 16 | 列傳第8 趙貴 獨孤信 侯莫陳崇                                                      | Džao Gui, Dugu Šin, Houmočen Čong                                                                                                  |          |
| Zvezek 17 | 列傳第9 梁禦 若干惠 怡峯 劉亮 王德                                                | Ruogan Huj |          |
| Zvezek 18 | 列傳第10 王羆 王慶遠 王述 王思政                                                  | Vang Pi, Vang Šu, Vang Sidženg |          |
| Zvezek 19 | 列傳第11 達奚武 侯莫陳順 豆盧寧 豆盧永恩 宇文貴 楊忠 王雄                         | Daši Vu, Juven Gui, Jang Džong, Vang Šjong                                                                                         |          |
| Zvezek 20 | 列傳第12 王盟 王勵 王懋 賀蘭祥 尉遲綱 叱列伏龜 閻慶                               | Vang Ming, Vang Li, Helan Šjang, Juči Gang                                                                                         |          |
| Zvezek 21 | 列傳第13 尉遲迥 王謙 司馬消難                                                     | Juči Džjong, Vang Čjan, Sima Šjaonan                                                                                               |          |
| Zvezek 22 | 列傳第14 周惠達 楊寬 楊鈞 柳慶 柳機 柳弘                                          | Džou Hujda Jang Kuan, Liu Čing |          |
| Zvezek 23 | 列傳第15 蘇綽                                                                     | Su Čuo |          |
| Zvezek 24 | 列傳第16 盧弁                                                                     | Lu Bian |          |
| Zvezek 25 | 列傳第17 李賢                                                                     | Li Šjan (Severni Džov), Li Juan (Severni Džov)                                                                                     |          |
| Zvezek 26 | 列傳第18 長孫儉 長孫紹遠 斛斯徵                                                   | Džangsun Džjan |          |
| Zvezek 27 | 列傳第19 赫連達 韓果 蔡祐 常善 辛威 厙狄昌 田弘 梁椿 梁台 宇文測                  | |          |
| Zvezek 28 | 列傳第20 史寧 陸騰 賀若敦 權景宣                                                  | Ši Ning, Lu Teng, Heruo Dun |          |
| Zvezek 29 | 列傳第21 王傑 王勇 宇文虯 宇文盛 耿豪 高琳 李和 伊婁穆 楊紹 王雅 達奚寔 劉雄 侯植 | |          |
| Zvezek 30 | 列傳第22 竇熾 竇善 于翼                                                           | Dou Či, Ju Ji |          |
| Zvezek 31 | 列傳第23 韋孝寬 韋敻 梁士彥                                                       | Vej Šjaokvan, Vej Šjong, Ljang Šjan                                                                                                |          |
| Zvezek 32 | 列傳第24 申徽 陸通 柳敏 盧柔 唐瑾                                                 | |          |
| Zvezek 33 | 列傳第25 厙狄峙 楊薦 趙剛 王慶 趙昶 王悅 趙文表                                   | |          |
| Zvezek 34 | 列傳第26 趙善 元定 楊摽 裴寬 楊敷                                                 | |          |
| Zvezek 35 | 列傳第27 鄭孝穆 崔謙 崔猷 裴俠 薛端 薛善                                          | |          |
| Zvezek 36 | 列傳第28 鄭偉 楊纂 段永 王士良 崔彥穆 令狐整 司馬裔 裴果                          | Dženg Vej |          |
| Zvezek 37 | 列傳第29 寇儁 韓褒 趙肅 徐招 張軌 李彥 郭彥 裴文舉                                | |          |
| Zvezek 38 | 列傳第30 蘇亮 柳虯 呂思禮 薛憕 薛真 李昶 元偉                                     | |          |
| Zvezek 39 | 列傳第31 韋瑱 梁昕 皇甫璠 辛慶之 王子直 杜杲                                      | Vej Tjan |          |
| Zvezek 40 | 列傳第32 尉遲運 王軌 宇文神舉 宇文孝伯 顏之儀                                     | Juči Jun, Vang Guj (kancler Tanga), Juven Šendžu, Juven Šjaobo, Jan Džiji                                                          |          |
| Zvezek 41 | 列傳第33 王褒 庾信                                                                | Vang Bao, Ju Šin |          |
| Zvezek 42 | 列傳第34 蕭撝 蕭世怡 蕭圓肅 蕭大圜 宗懍 劉璠 柳霞                                 | Šjao Huj, Šjao Juansu, Šjao Dahuan, Lju Fan                                                                                        |          |
| Zvezek 43 | 列傳第35 李延孫 韋祐 韓雄 陳忻 魏玄                                               | |          |
| Zvezek 44 | 列傳第36 泉企 李遷哲 楊乾運 扶猛 陽雄 席固 任果                                   | |          |
| Zvezek 45 | 列傳第37 儒林                                                                     | Konfucijanski učenjaki |          |
| Zvezek 46 | 列傳第38 孝義                                                                     | Skrbni otroci |          |
| Zvezek 47 | 列傳第39 藝術                                                                     | Umetniki |          |
| Zvezek 48 | 列傳第40 蕭詧                                                                     | Šjao Ča, cesar Zahodnega Ljanga, Šjao Kuj, cesar Zahodnega Ljanga, Šjao Cong, cesar Zahodnega Ljanga                               |          |
| Zvezek 49 | 列傳第41 異域上                                                                   | Gogurjeo, Baekje, Nanman, Rau, Tančang, Bajlan, Kumo Ši                                                                            |          |
| Zvezek 50 | 列傳第42 異域下                                                                   | Prvi turški kaganat, Tujuhun, Gaočang, Šanšan, Kuča, Kraljestvo Hotan, Heftaliti, Sogdija, Partsko cesarstvo, Sasanidsko cesarstvo |          |